# District de Juchao
Le district de Juchao (居巢区 ; pinyin : Jūcháo Qū) est une subdivision administrative de la province de l'Anhui en Chine. Il est placé sous la juridiction de la ville-préfecture de Chaohu.